# Клуб самоубийц (фильм, 2000)
«Клуб самоубийц» (англ. The Suicide Club) — драма 2000 года режиссёра Рэйчел Самуэльс по мотивам одноимённой серии рассказов Роберта Льюиса Стивенсона. Премьера состоялась в январе 2000 года на международном кинофестивале Палм-Спрингс в США. В августе 2000 года фильм был показан на кинофестивале в Локарно, Швейцария.

## Сюжет
Действие происходит в Лондоне в 1899 году. Опустошенный потерей жены, капитан Генри Джойс вступает в тайный клуб самоубийц мистера Борна, и планирует незаметно уйти из жизни. Но всё меняется, когда Генри встречает единственного члена клуба-женщину — Сару Волвертон…

## В ролях
| Актёр            | Роль                |
| ---------------- | ------------------- |
| Джонатан Прайс   | мистер Борн         |
| Дэвид Моррисси   | капитан Генри Джойс |
| Пол Беттани      | Шоу                 |
| Катерина Сиггинс | Сара Волвертон      |
| Нейл Страк       | капитан Мэй         |
| Терри Макмахон   | Пратт               |